# Tavelure du pommier
Pour les articles homonymes, voir Tavelure et Tavelure (botanique).
La tavelure du pommier est, avec la moniliose et l'oïdium, une des principales affections fongiques du pommier (genre Malus). Elle est causée par un champignon ascomycète nommé Venturia inaequalis (dont il existe plusieurs milliers de souches) causant des lésions noires ou brunes à la surface des feuilles, des bourgeons ou des fruits et parfois même sur le bois. Les fruits et la partie inférieure des feuilles y sont spécialement sensibles.
La maladie est favorisée par un climat humide au moment du débourrement qui permet une grande diffusion des germes nocifs. La période critique dure pendant les 8 à 10 semaines qui suivent le débourrement avec un pic au moment de la chute des pétales des fleurs qui forme des points d'entrée pour le champignon.
La maladie tue rarement son hôte mais peut réduire significativement (jusqu'à 100 %) la qualité et la production des fruits en l'absence de traitement par fongicide.
Avec le temps, des mutations du champignon responsable ont eu lieu et on compte aujourd'hui huit races principales de tavelure du pommier.
Si la tavelure affecte l'esthetique et le goût sur la zone touchée, le fruit reste comestible.

## Symptômes, dégâts et pertes

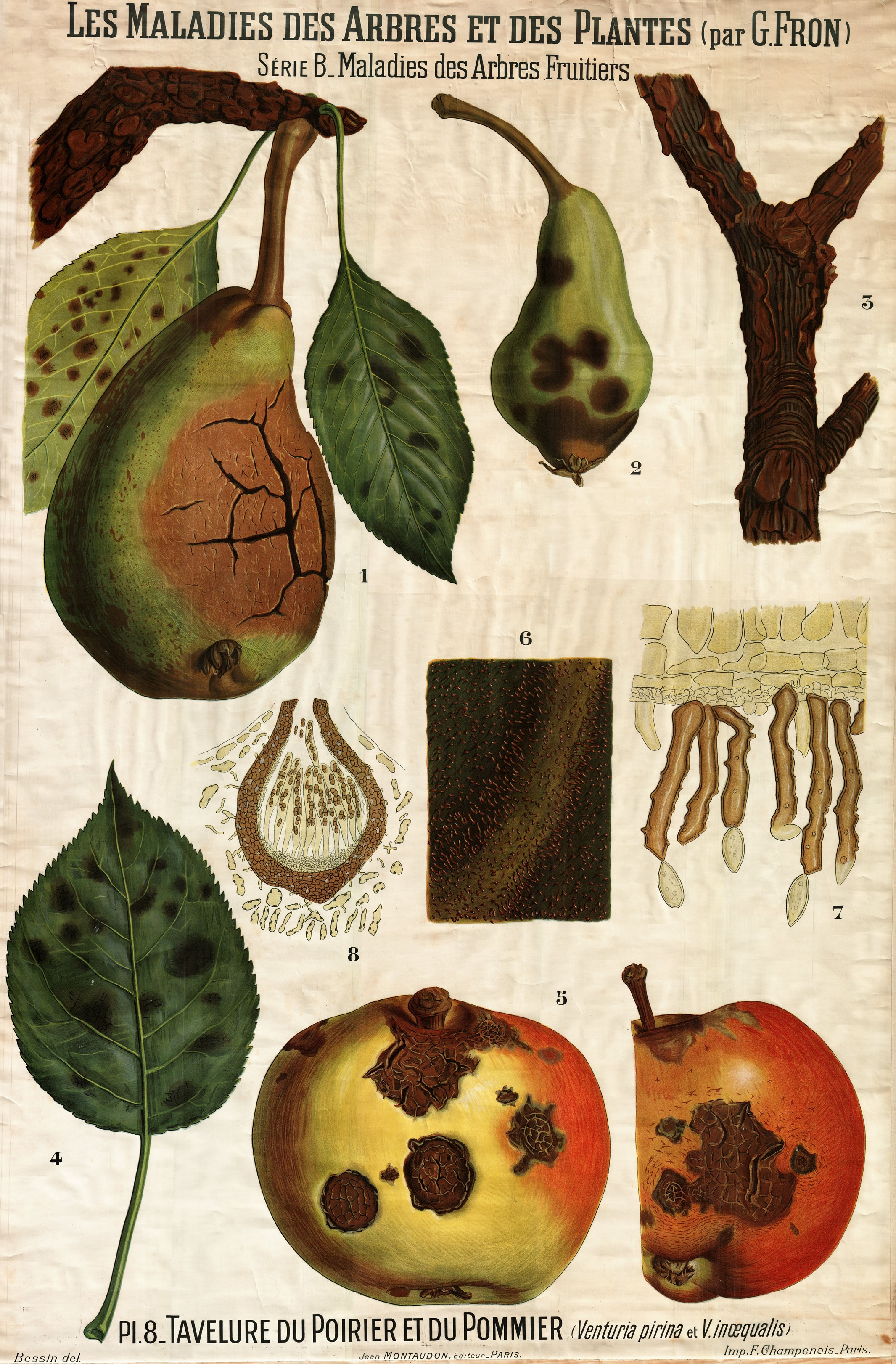
Planche botanique : Tavelure du poirier et du pommier

En général, en phytopathologie on distingue symptômes, dégâts et pertes. Ceux-ci dépendent du type de production : verger d'agrément, cultures commerciales, etc.

### Symptômes
Sur feuilles, ce sont généralement des taches devenant brunes ou noirâtres, relativement rondes, de quelques millimètres de diamètre. Elles provoquent des déformations du feuillage.
Les fruits se tachent et peuvent se crevasser.

### Dégâts
Quelques taches superficielles de tavelure constituent un symptôme et un dégât : l'esthétique est dégradée par rapport à un fruit présentant un phénotype « parfait ».

### Pertes
Dans un verger d'agrément cette dégradation esthétique ne constitue pas une perte, le fruit étant parfaitement comestible.
Dans un verger destiné à la production commerciale de fruits de table, ces taches induisent un déclassement du produit et une diminution de leur valeur marchande (ce qui constitue une perte financière) car leur aspect est moins apprécié des filières de commercialisation.
Par ailleurs, si les lésions superficielles de Venturia sont envahies ultérieurement par des parasites secondaires (Trichothecium, Monilia), les fruits pourrissent et ne sont plus consommables.

## Cycle de vie

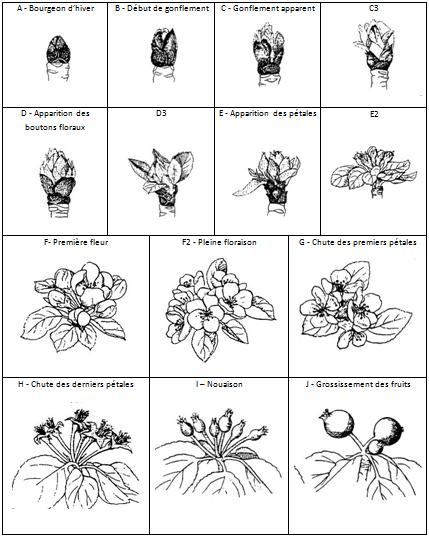
Stades d'évolution du pommier. Les stades de sensibilité maximum à la tavelure sont atteints aux stades C-C3 pour le pommier et C3-D pour le poirier.

Le cycle d'infection commence au printemps, lorsque les températures et le taux d'humidité favorisent la libération des ascospores de Venturia inaequalis en hibernation dans la litière de feuilles entourant les arbres. Ces spores sont portées par le vent à la surface d'un arbre vulnérable, où elles germent et forment un tube de germinatif qui pénètre se différencie en appressorium. Celui-ci permet la pénétration de la cuticule cireuse de la plante. Un mycélium fongique se forme entre la cuticule épidermique et les tissus sous-jacents. Il apparaît initialement sous forme de tache jaune qui s'étend, son centre devient une lésion noire qui est sporulante, elle libère des conidies fraîches qui germent sur d'autres zones d'accueil de l'arbre. Une nouvelle génération conidiale de spores peut alors se mettre en place.
Ce cycle d'infections secondaires se poursuit tout au long de l'été, jusqu'à ce que les feuilles et les fruits tombent de l'arbre au début de l'hiver. Durant l'hiver, V. inaequalis subsiste essentiellement sous forme de périthèces dans la litière de feuilles mortes tombées au sol autour de la base de l'arbre, en produisant une nouvelle génération d'ascospores qui sont libérées au printemps suivant.
Les lésions situées sur les tissus ligneux ne seront pas soumis à un cycle de reproduction sexuée en hiver mais pourront produire des spores infectieuses au printemps suivants.

## Traitement
Dans les vergers commerciaux, 10 à 20 traitements antifongiques annuels soit 60 % des interventions d'entretien sont liés à la prévention de la tavelure.
Dans les petits jardins familiaux, là où de nombreux traitements systématiques ne sont pas envisageables, l'utilisation de cultivars peu susceptibles ou génétiquement résistants aux races communes de tavelure est la seule solution sérieuse. Il faut toutefois prévoir au moins un traitement annuel lors du débourrement.

### Préventif

#### Retirer les fruits infectés

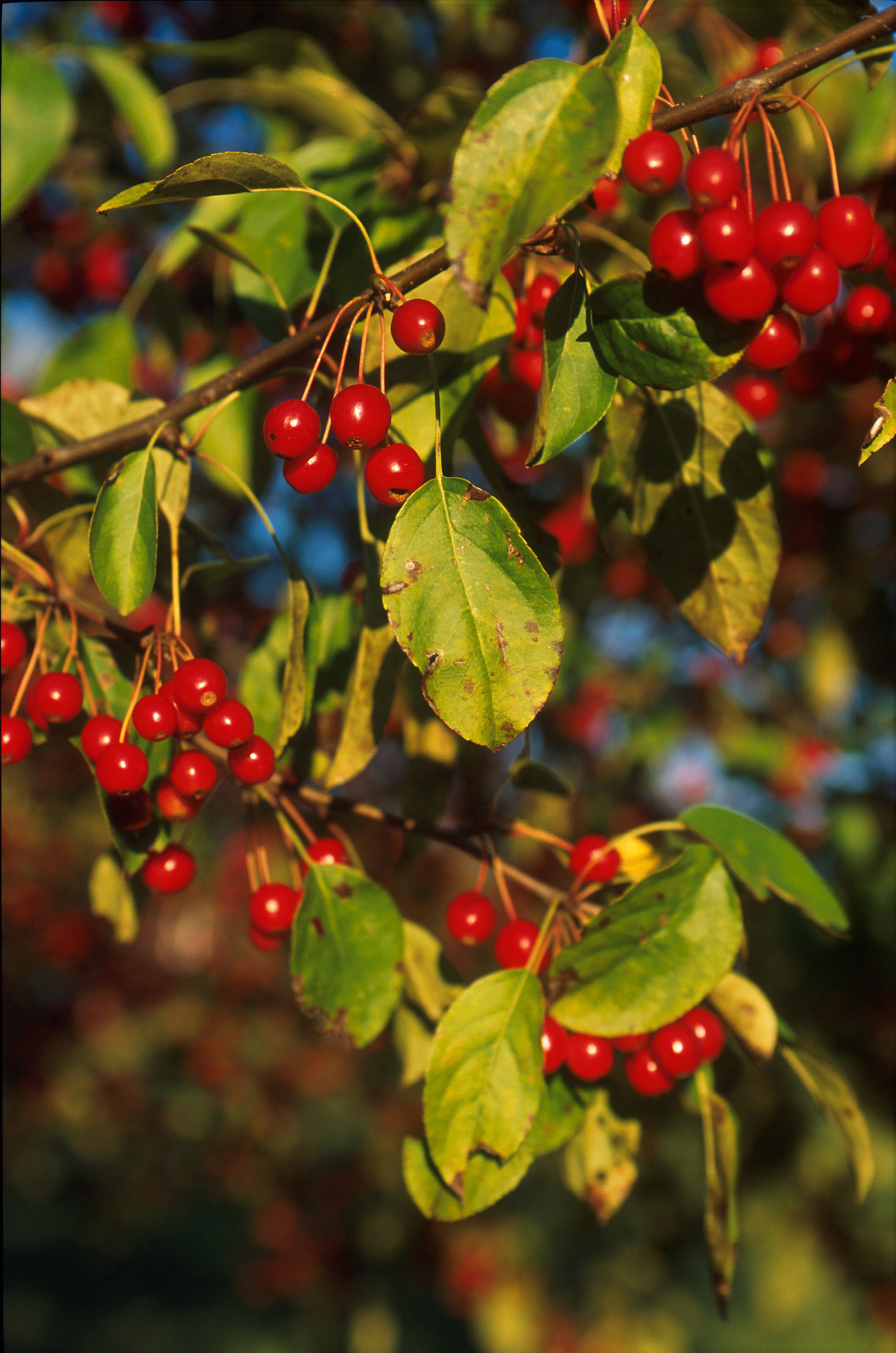
Lésions de tavelure visible sur les feuilles.

La meilleure prévention est le contrôle des feuilles, fruits et rameaux infectés. Dès le début de la fructification, les fruits infectés doivent être retirés et idéalement enterrés. Ils ne doivent pas être intégrés au compost qu'ils pourraient contaminer.

#### Accélérer la dégradation des feuilles tombées
À l'automne, les feuilles mortes qui abritent le champignon durant l'hiver peuvent être retirées ou dégradées (cette dernière option étant plus simple. Trois actions favorisent leur dégradation : 
1. La tonte de l'herbe sous les arbres après la chute des feuilles ; cela permet de les fragmenter.
2. L'apport de compost qui active la vie microbienne.
3. L'apport d'azote sur les feuilles (avant leur chute) ou au pied de l'arbre (après leur chute). Cette dernière action est détaillée dans les paragraphe ci-dessous.

L'utilisation de l'urée à 5 % avant la chute des feuilles, en automne, supprime l'éjection d'ascospores et augmente les rendements l'année suivante. À 6 %, l'urée aurait un effet néfaste sur les feuilles, affectant l'équilibre du magnésium dans l'arbre [réf. nécessaire]. Il est important de ne pas appliquer l'urée trop tôt de crainte de nuire à l'aoûtement des arbres [réf. nécessaire]. Certains auteurs soulignent en fait l'apport bénéfique de l'azote à cette période). Une deuxième application sur le sol au printemps à 2 % d'urée assure qu'il n'y ait aucune éjection des périthèces matures.
En agriculture biologique, au lieu d'utiliser de l'urée, on peut utiliser de l'urine. L'urine de vache contient justement la proportion idéale de 4 à 5 % d'urée. Gupta (1989) a obtenu 100 % de réduction de la décharge d'ascospores avec de l'urine de vache pure ou diluée de moitié. Une plus grande dilution était moins efficace. Comme pour l'urée, l'application d'automne d'urine réduit la production d'ascospores, le développement des périthèces et améliore la décomposition des feuilles.
L'urine humaine (2,3 % d'urée) peut également être utilisée. Hills recommande d'épandre l'urine sur les feuilles tombées et de tondre pour réduire la grosseur des feuilles, ce qui devrait attirer les vers pour la décomposition.
Certains producteurs biologiques soutiennent que des pulvérisations de purin d'ortie, de décoction de prêle ou des extraits d'algues marines renforcent la résistance du feuillage, mais aucune donnée scientifique ne confirme cette affirmation.

#### Alterner des variétés résistantes
Une solution consiste également à alterner variétés sensibles et résistantes (voir paragraphe ci-dessous) au sein d'un même verger pour réduire le potentiel de dissémination de l'inoculum.

#### Chaulage des troncs
Le chaulage des troncs au milieu de l'hiver et avant le débourrement (début mars) est une pratique courante qui permet de détruire les formes hivernantes de la plupart des maladies fongiques (tavelure, cloque, moniliose, chancre...), les larves de certains insectes (carpocapse notamment) et les œufs de certains pucerons. À noter que cette pratique se révèle également très efficace contre les auxiliaires de culture son application doit donc rester raisonnée. L'eau de chaux peut être réalisée avec de la chaux vive (interdite en agriculture biologique) de la craie ou de la cendre. Les badigeons peuvent aussi être réalisés avec de l'argile.

#### Chimique
Pour lutter contre la tavelure du pommier, les arboriculteurs peuvent utiliser plusieurs fongicides parmi lesquels la dodine (guanidine qui a été mise sur le marché à la fin des années 1950 aux États-Unis), le kresoxim-méthyl, le myclobutanil et le thiophanate-méthyl. Les pommiers reçoivent entre cinq et quinze traitements par an uniquement pour lutter contre la tavelure, en fonction de la variété de pommiers et des conditions climatiques. Toutefois, les champignons responsables de la tavelure sont capables de devenir résistants à ces quatre agents actifs mais heureusement pour seulement 12 % des arbres sur lesquels a porté l'étude.
Au moment du débourrement (lorsque les bourgeons ont bien grossi et sont prêts à s'ouvrir), un traitement au cuivre (type bouillie bordelaise) peut être appliqué. Une deuxième pulvérisation lorsque les fruits ont la taille d'un noyau de cerise est utile mais peut abîmer les feuilles et les fruits (surtout en cas de forte chaleur consécutive à la pulvérisation) et est moins efficace que le soufre mouillant d'un fongicide tel que la bouillie nantaise.
Avant et après la floraison, l'application d'un produit à base de soufre doit être répétée toutes les 2 à 3 semaines (chaque semaine en cas de forte pluie) jusqu'à la mi-juillet.

### Curatif
Dans les vergers infectés, on conseille d'intervenir après la chute des feuilles en fin d'automne ou jusqu'au printemps mais avant le débourrement des bourgeons pour éliminer les feuilles au sol. Ceci réduira le nombre d'ascospores présentes et la possibilité d'infection des nouveaux tissus. Un traitement à la bouillie nantaise est efficace en curatif si on l'applique rapidement après l'attaque.

## Variétés résistantes
La grande majorité des variétés de pommiers cultivés jusqu'au XXe siècle étaient susceptibles à très susceptibles à la maladie car les premières sélections se limitaient à l'apparente virilité du cultivar et à la qualité du fruit. Aujourd'hui on élimine rapidement les hybrides susceptibles en inoculant les races de tavelure quand les plantules n'ont encore que quelques feuilles. À titre d'exemple, en l'absence de traitement, 95 à 100 % des fruits de la variété Golden delicious seront tavelés contre 33 % pour la Reinette Clochard et seulement 3 % pour la Colapuy.
En 1907, Charles S. Crandall a démarré un programme de recherche à l'Université d'Illinois pour créer des variétés de pommiers résistantes à la tavelure. En 1943, Fred Hugh a repris les travaux de Crandall et a constaté après un hiver particulièrement froid et humide que la majorité des arbres plantés par Crandall était atteint de tavelure excepté l'espèce Malus floribunda qui était porteuse d'un gène résistant. Il l'a alors utilisé dans diverses hybridations pour apporter cette résistance aux variétés de Malus pumila cultivées. Le gène transmis a été nommé Vf pour Venturia floribunda.
On a au cours des années suivantes trouvé d'autres gènes résistants tels que :
Les gènes offrant la résistance la plus fiable et durable sont ceux issus de Malus baccata jackii et Malus sargenti.
Une vingtaine de gènes ont aujourd'hui été trouvés dans différentes espèces ou cultivars de pommiers qui confèrent une meilleure résistance aux différentes souches de la tavelure du pommier (8 souches de tavelure servent généralement aux tests). Depuis les années 50, des centaines de milliers de croisement ont été réalisés et aujourd'hui certaines variétés génétiquement résistantes commencent enfin à être disponibles dans les jardineries et donc utilisables, entre autres, dans les petits jardins familiaux.
Il existait toutefois historiquement un certain nombre de cultivars de pommier naturellement plus ou moins résistants à la tavelure. En 1998, l'INRA a lancé le programme DARE (« Durable Apple Resistance in Europe ») pour les répertorier et en a, à l'époque, compté 22.
Malheureusement, la plupart des cultivars résistants ne sont souvent porteurs que d'un seul gène de résistance et ne sont donc pas immunisés contre d'autres souches de tavelure. En 1988, on a trouvé pour la première fois en Allemagne puis en Angleterre et en France des pommiers dont la résistance Vf à la tavelure aurait été rompue à la suite d'une mutation du champignon.
Les chercheurs ont recours à des techniques de cisgénèse,, pour introduire des gènes résistants dans des cultivars commerciaux et donc créer de nouveaux cultivars multi-résistants. Cela pourrait également être fait grâce à la sélection classique, mais nécessiterait à nouveau 50 ans pour aboutir à des variétés intéressantes agronomiquement.
Parmi les cultivars peu susceptibles ou génétiquement résistants, on peut citer d'anciennes variétés comme la Court-pendu gris, la pomme Alfred Jolibois, la reinette franche, la reinette de Flandre, la reinette d'Armorique, la reinette du Mans, la Patte de Loup ou de plus modernes tels que :

### Résistance issue de Malus sieversii
Du fait de leur caractère ancestral et de leur plus long temps d’évolution, Malus sieversii a développé des résistances spécifiques à la tavelure mais les populations de tavelure présentes sur Malus sieversii constituent une menace pour la production en dehors de leur région d'origine. Ces populations ont évolué pendant des millénaires avec les pommiers sauvages, et elles sont ainsi susceptibles d’avoir développé des mécanismes efficaces pour les infecter. En particulier, des souches capables de contourner les gènes de résistance existant chez Malus sieversii sont susceptibles d’être déjà présentes en Asie centrale. Si l’on veut utiliser Malus sieversii comme une source d’amélioration de la résistance des pommiers cultivés, il est donc impératif d’empêcher l’introduction de ces souches de tavelure virulente d’Asie centrale dans le reste du monde. L'idée serait d'exporter l'antidote Kazakh (c'est-à-dire les gènes de résistance du sieversii) sans exporter simultanément le poison (les souches ayant déjà réussi sur place et avec le temps à vaincre ces résistances).